# Cappelle-en-Pévèle
Cappelle-en-Pévèle est une commune française située dans le département du Nord (59), en région Hauts-de-France. Cette commune rurale se situe dans la Pévèle, région naturelle du Nord de la France. Entourée par les communes de Templeuve-en-Pévèle, Mérignies, Auchy-lez-Orchies, Bersée, Nomain et Pont-à-Marcq, Cappelle-en-Pévèle est située à 15,8 km au sud-est de la ville de Lille.
À Cappelle-en-Pévèle, l'économie est essentiellement axée sur l'agriculture et est implantée sur son territoire l'entreprise agro-alimentaire Florimond Desprez, fondée en 1801 et installé depuis 1830. Elle est leader mondial en semences de betterave, également spécialisée dans la recherche scientifique sur les semences.
Depuis plusieurs années, la commune est sujette à beaucoup d'intérêt de la part de promoteurs immobiliers et donc on assiste à l'apparition de nouveaux lotissements.
De plus, un collège bénéficiant du statut de Haute Qualité Environnementale est en construction et dont l'ouverture est prévue à la rentrée 2010.
Au point de vue des transports, le village est desservi par la ligne de bus 306 Lille-Orchies, et bénéficie de la proximité avec la gare SNCF sur la ligne Lille-Valenciennes et située à Templeuve-en-Pévèle, commune voisine.
Sur le plan culturel, Cappelle-en-Pévèle organise sa traditionnelle fête du village annuelle le premier dimanche de juin avec au programme la braderie et des stands et manifestations organisées par les différentes associations de la commune dans la matinée ; et durant toute l'après-midi, un défilé carnavalesque et folklorique, de même qu'une « Marche des Géants ». L'ambiance festive de cette journée est renforcée par la présence d'une ducasse.

Tous les deux ans, début septembre au château du Béron, se tient la Fête du Goût durant laquelle les commerçants de la Pévèle présentent et vendent leurs produits dans une ambiance festive grâce à la présence d'attractions et de stands mis en place par les associations de la commune.
Le Paris - Roubaix, la mythique course cycliste, emprunte le secteur pavé du bar situé à la limite sud du village entre Cappelle-en-Pévèle et Bersée et qui appartient au long secteur pavé d'Auchy-lez-Orchies à Bersée.

## Géographie

### Situation
Cappelle en Pévèle est un village rural du département du Nord. Selon le recensement de la population en 2011, il accueille 2 208 habitants sur son territoire.
Il est également membre de la communauté de communes Pévèle Carembault et est limitrophe de Templeuve-en-Pévèle, de Mérignies, d'Auchy-lez-Orchies, de Nomain et de Bersée.
Cette commune rurale se trouve dans la Pévèle, région naturelle du Nord de la France. Cappelle-en-Pévèle est à une distance de 15,8 km au Sud-Est de Lille et se situe à 40 mètres d'altitude. Un cours d'eau appelé localement "Le Zécart", affluent de la Marque, traverse le village. La commune est proche du parc naturel régional Scarpe-Escaut à environ 6 km.

### Communes limitrophes
|           | Templeuve-en-Pévèle |                   |
| Mérignies | Cappelle-en-Pévèle  | Nomain            |
| Bersée    |                     | Auchy-lez-Orchies |

### Hydrographie

#### Réseau hydrographique
La commune est située dans le bassin Artois-Picardie. Elle est drainée par le Zecart, la Verneceuille et la Cappelle-en-Pévèle,,.
Le Zécart, d'une longueur de 12 km, prend sa source dans la commune de Bersée et se jette  dans la Marque à Templeuve-en-Pévèle, après avoir traversé six communes. 

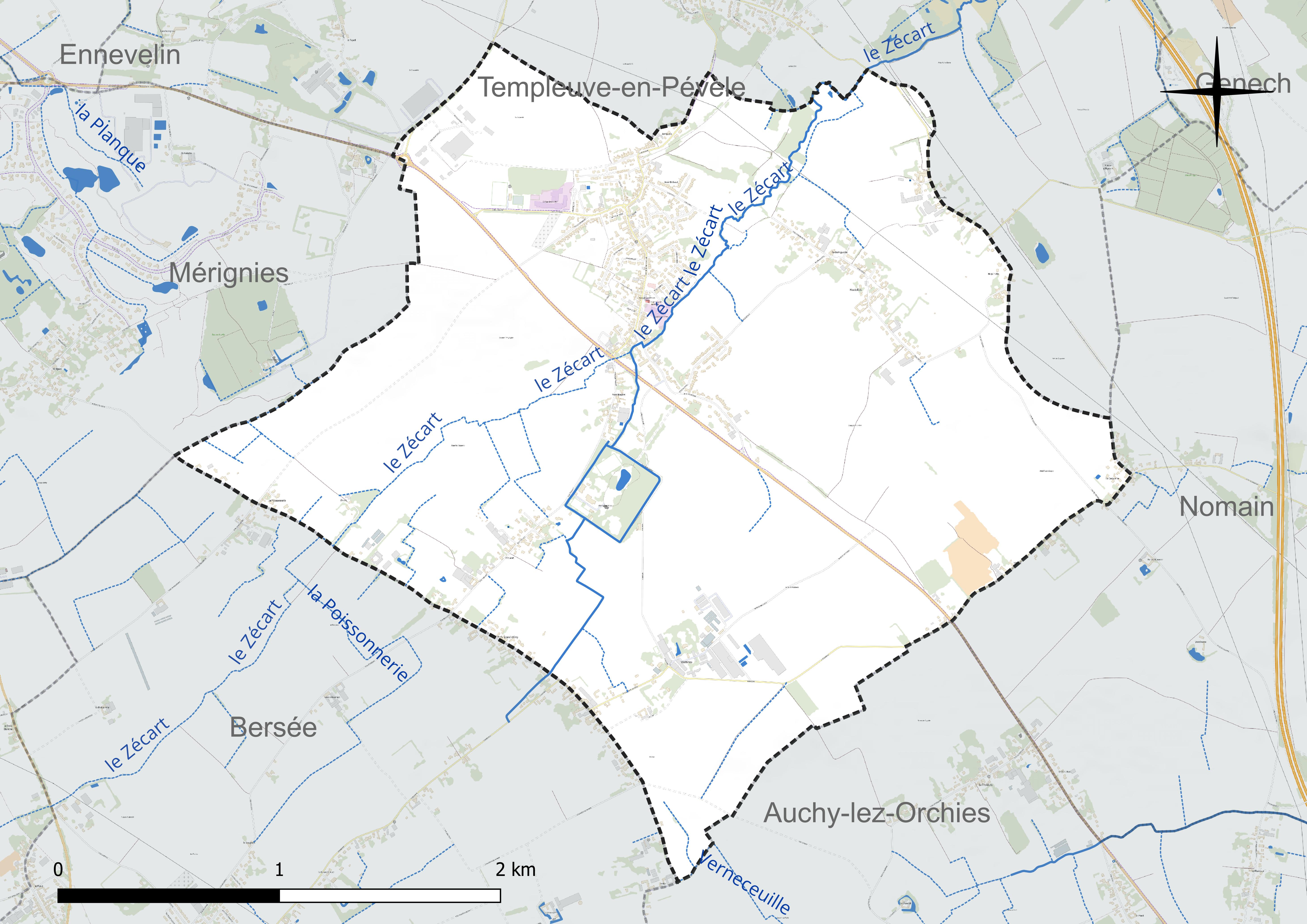
Réseau hydrographique de Cappelle-en-Pévèle.

#### Gestion et qualité des eaux
Le territoire communal est couvert par le schéma d'aménagement et de gestion des eaux (SAGE) « Marque Deûle ». Ce document de planification concerne un territoire de 1 120 km2 de superficie, délimité par les bassins versants de la Marque et de la Deûle, formant une vaste cuvette sédimentaire de 40 km de long et de 25 km de large, où la pente est très faible. Le périmètre a été arrêté le 2 décembre 2005 et le SAGE proprement dit a été approuvé le 9 mars 2020. La structure porteuse de l'élaboration et de la mise en œuvre est la Métropole européenne de Lille. 
La qualité des cours d'eau peut être consultée sur un site dédié géré par les agences de l'eau et l'Agence française pour la biodiversité. 

### Climat
Le climat qui caractérise la commune est qualifié, en 2010, de « climat océanique dégradé des plaines du Centre et du Nord », selon la typologie des climats de la France qui compte alors huit grands types de climats en métropole. En 2020, la commune ressort du type « climat océanique altéré » dans la classification établie par Météo-France, qui ne compte désormais, en première approche, que cinq grands types de climats en métropole. Il s'agit d'une zone de transition entre le climat océanique, le climat de montagne et le climat semi-continental. Les écarts de température entre hiver et été augmentent avec l'éloignement de la mer. La pluviométrie est plus faible qu'en bord de mer, sauf aux abords des reliefs.
Les paramètres climatiques qui ont permis d'établir la typologie de 2010 comportent six variables pour les températures et huit pour les précipitations, dont les valeurs correspondent à la normale 1971-2000. Les sept principales variables caractérisant la commune sont présentées dans l'encadré ci-après.
| Paramètres climatiques communaux sur la période 1971-2000 - Moyenne annuelle de température : 10,6 °C - Nombre de jours avec une température inférieure à −5 °C : 3,4 j - Nombre de jours avec une température supérieure à 30 °C : 2,6 j - Amplitude thermique annuelle : 14,4 °C - Cumuls annuels de précipitation : 695 mm - Nombre de jours de précipitation en janvier : 11,9 j - Nombre de jours de précipitation en juillet : 8,7 j |

Avec le changement climatique, ces variables ont évolué. Une étude réalisée en 2014 par la Direction générale de l'Énergie et du Climat complétée par des études régionales prévoit en effet que la  température moyenne devrait croître et la pluviométrie moyenne baisser, avec toutefois de fortes variations régionales. La station météorologique de Météo-France installée sur la commune et en service de 1962 à 2020 permet de connaître l'évolution des indicateurs météorologiques. Le tableau détaillé pour la période 1981-2010 est présenté ci-après.
| Mois                                  | jan.             | fév.             | mars             | avril         | mai             | juin          | jui.           | août          | sep.          | oct.          | nov.            | déc.          | année      |
| ------------------------------------- | ---------------- | ---------------- | ---------------- | ------------- | --------------- | ------------- | -------------- | ------------- | ------------- | ------------- | --------------- | ------------- | ---------- |
| Température minimale moyenne (°C)     | 0,8              | 1                | 3,1              | 4,8           | 8,5             | 10,9          | 13             | 12,8          | 10,4          | 7,5           | 3,7             | 1,6           | 6,5        |
| Température moyenne (°C)              | 3,3              | 4,1              | 6,9              | 9,7           | 13,6            | 16,2          | 18,4           | 18,3          | 15,2          | 11,4          | 6,7             | 4             | 10,7       |
| Température maximale moyenne (°C)     | 5,8              | 7,1              | 10,8             | 14,6          | 18,7            | 21,4          | 23,8           | 23,8          | 20            | 15,4          | 9,6             | 6,3           | 14,8       |
| Record de froid (°C) date du record   | −19,5 14.01.1982 | −13,5 07.02.1991 | −10,5 07.03.1971 | −4,1 11.04.03 | −1,3 05.05.1996 | −3 02.06.1962 | 3,5 01.07.1984 | 5 28.08.1978  | 2 25.09.1979  | −4,4 24.10.03 | −8,3 26.11.1989 | −13 18.12.10  | −19,5 1982 |
| Record de chaleur (°C) date du record | 15,4 18.01.07    | 18,8 26.02.19    | 23 29.03.1968    | 28,2 15.04.07 | 31,3 12.05.1998 | 35,8 27.06.11 | 41,9 25.07.19  | 37,4 10.08.03 | 34,8 15.09.20 | 29,2 01.10.11 | 20,7 12.11.1995 | 15,6 07.12.00 | 41,9 2019  |
| Précipitations (mm)                   | 61,1             | 46,4             | 57,6             | 47,2          | 58,4            | 67,2          | 70             | 66,6          | 59,9          | 64,8          | 67,5            | 68,4          | 735,1      |

## Urbanisme

### Typologie
Au 1er janvier 2024, Cappelle-en-Pévèle est catégorisée petite ville, selon la nouvelle grille communale de densité à sept niveaux définie par l'Insee en 2022.
Elle est située hors unité urbaine. Par ailleurs la commune fait partie de l'aire d'attraction de Lille (partie française), dont elle est une commune de la couronne,. Cette aire, qui regroupe 201 communes, est catégorisée dans les aires de 700 000 habitants ou plus (hors Paris),.

### Occupation des sols
L'occupation des sols de la commune, telle qu'elle ressort de la base de données européenne d'occupation biophysique des sols Corine Land Cover (CLC), est marquée par l'importance des territoires agricoles (89,2 % en 2018), en diminution par rapport à 1990 (93,3 %). La répartition détaillée en 2018 est la suivante : 
terres arables (67,5 %), zones agricoles hétérogènes (15,5 %), zones urbanisées (10,8 %), prairies (6,2 %). L'évolution de l'occupation des sols de la commune et de ses infrastructures peut être observée sur les différentes représentations cartographiques du territoire : la carte de Cassini (XVIIIe siècle), la carte d'état-major (1820-1866) et les cartes ou photos aériennes de l'IGN pour la période actuelle (1950 à aujourd'hui).

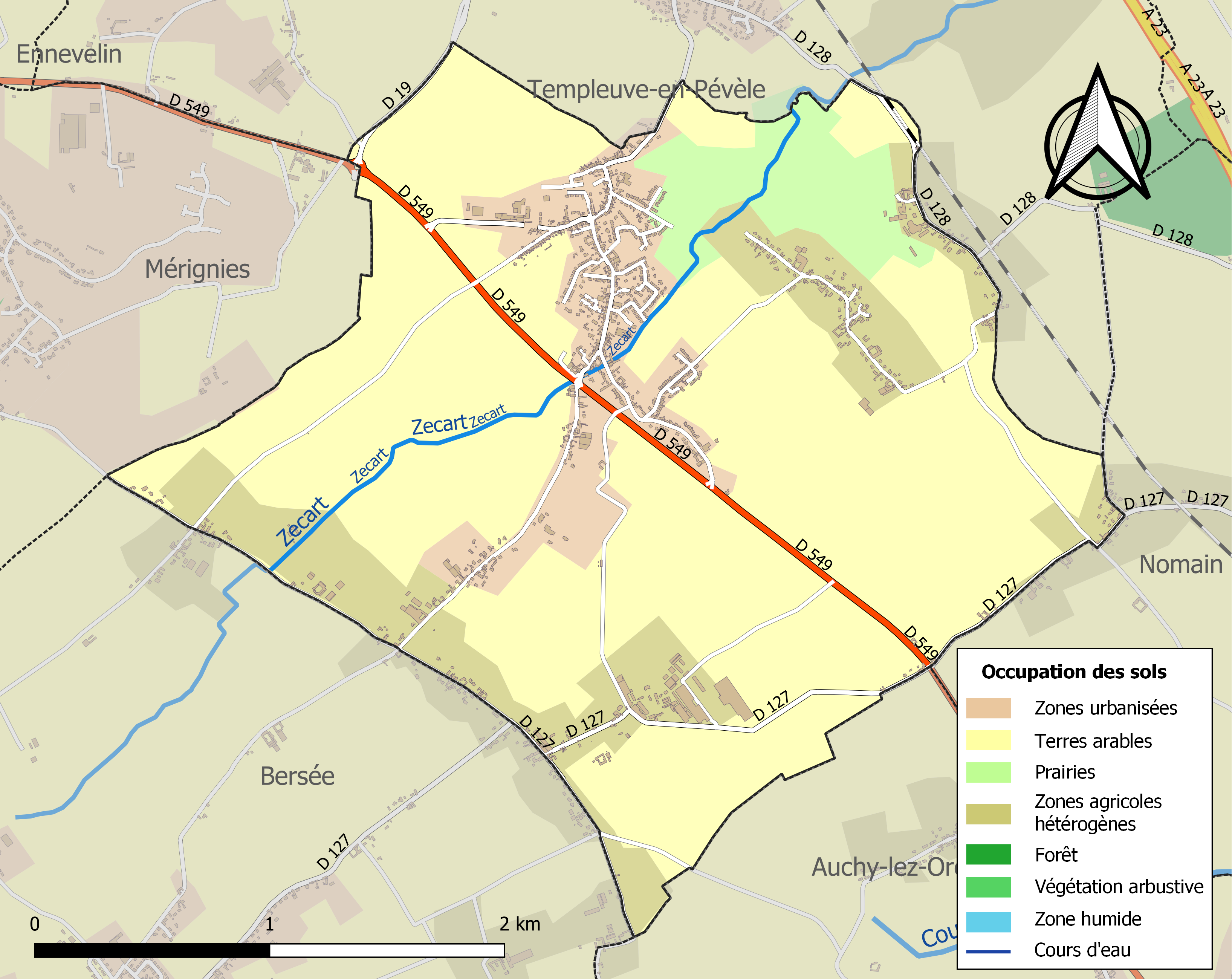
Carte des infrastructures et de l'occupation des sols de la commune en 2018 (CLC).

### Organisation du territoire

#### Le Centre-Bourg
On peut limiter le Centre-Bourg de Cappelle-en-Pévèle à la rue du Général-de-Gaulle, la rue principale du village faite de pavés, et à ses rues adjacentes jusqu'à la rue de la Gare au Nord et à l'ancienne ligne de chemin de fer et jusqu'à la rue du Pont-Naplet au Sud et la route départementale qui pose les limites réelles du Centre-Bourg.
On peut retenir les rues suivantes :
- Rue du Général-de-Gaulle (rue principale du village)
- Rue du Pont-Naplet (jusqu'au château du Béron environ)
- Rue de l'Abbaye
- Rue Ma-Campagne
- Cour Accart
- Rue Jean-Moulin
- Rue des Glycines
- Rue Lucie-Aubrac
- Rue Guy-Moquet
- Allée du Pévèle
- Rue du Silo
- Rue des Prés
- Rue de la Gare

#### Les hameaux et lieux-dits
L'orientation géographique prend comme point central le Centre de Cappelle-en-Pévèle

##### Au Nord-Ouest
- Les Sollières
- La Croisette

##### Au Nord-Est
- Noir Debout
- La Guinguette
- Huquinville

##### À l'Est
- La Ladrerie
- Les Blatiers
- La Coquerie
- Hautefois
- Plouy d'Hautefois
- Madeleine Winque
- L'Obeau
- La Picoterie

##### Au Sud
- Grande Campagne
- La Poissonnerie
- Thouars
- Petit Wémy
- Pont Naplet

##### Au Sud-Est
- Terre de Wattines
- Wattines
- Le Bar
- Le Riez

### Logement
Voir Logement de la commune sur le site de l'INSEE

### Voies de communication et transports

#### Transports en commun
- Ligne de bus 221 Lille-Orchies du réseau Arc-en-Ciel 2. Horaires Orchies-Lille[20]. Horaires Lille-Orchies[21]
- À proximité de la Gare SNCF de Templeuve sur la ligne Lille-Valenciennes. Horaires de la ligne 16-16bis Jeumont-Aulnoye-Valenciennes-Lille et Lille-Valenciennes-Aulnoye-Jeumont[22]

#### Accès facile à des voies autoroutières
Via la route départementale 549 qui traverse le village de Cappelle-en-Pévèle, on peut rejoindre facilement les deux autoroutes suivantes :
- À 10 km de l'autoroute A1 Lille - Paris à Seclin
- À 6 km de l'autoroute A23 Lille - Valenciennes à Orchies

#### À proximité de l'aéroport Lille - Lesquin
- L'aéroport de Lille-Lesquin se situe à 8 km et propose 70 destinations vers les principaux pays européens et pays d'Afrique du Nord.

## Toponymie
Capella in Pabula, Cappelle en Peule.Littéralement "La Chapelle dans les Pâtures".

## Histoire

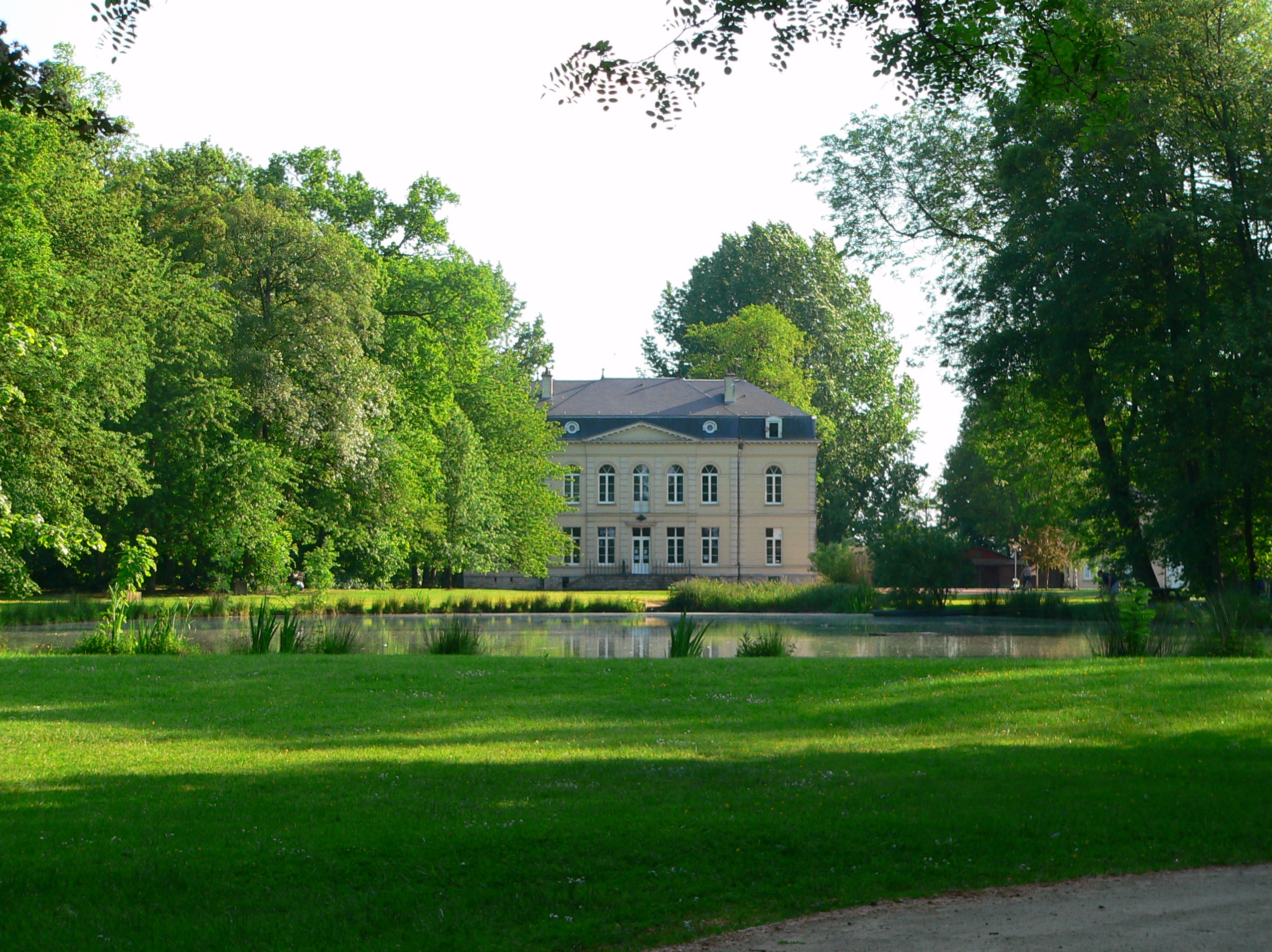
Le château du Béron

L'histoire du village peut ainsi se résumer : ce village a fait partie de Templeuve jusqu'en 1229. La chapelle Saint-Nicolas devient ensuite une paroisse autonome : le 9 avril 1229, Walter, (Gauthier de Marvis), évêque de Tournai, érige en paroisse distincte la chapelle Saint-Nicolas de Templeuve, paroisse qui prit depuis le nom de Cappelle-en-Pévèle.
Selon les Annuaires Ravet-Anceau, le hameau de Wastines constituait une seigneurie appartenant, du XVe au XVIIe siècle, à la famille de Montmorency. Il y avait une tradition,  qui consistait à ce que le possesseur du fief des Rosières chantait en guise de droit de relief à la Salle de Lille "La Chanson d'Auderger le Breneux".
Monument remarquable, le château du Béron doit son nom à Jean-Philippe du Béron (1680-1734) Marié avec Bonne de Haynin, qui l'achète en 1719 et le fait rebâtir. Dans sa forme actuelle, il date de 1845. Il sert aujourd'hui aux différents centres de loisirs.
Jean-Philippe du Béron était un haut personnage. Seigneur de Cappelle qu'il a achetée au prince de Robecq le 12 août 1699, il est fils de Jean, seigneur de Boularietz, marchand bourgeois et échevin de Lille, grand connétable de la confrérie Sainte-Barbe (confrérie des canonniers et couleuvriniers de Lille, ancêtre du Bataillon des canonniers sédentaires de Lille) et de Françoise de Warenghien. Il est baptisé à Lille La Madeleine le 16 juillet 1680, devient bourgeois de Lille le 6 novembre 1721 (ou 1722), est anobli par l'achat d'une charge de conseiller secrétaire du roi, fait partie du magistrat de Lille. Il occupe la fonction de grand bailli des États de Lille, Douai, Orchies (Flandre wallonne), est un temps sénéchal de Saint-Pol, et encore trésorier principal de l'extraordinaire des guerres du département de Flandre. Il meurt le 1er septembre 1734. Ayant eu une fille illégitime d'une liaison avec Marie-Barbe Liébar, il se marie à Lille le 7 février 1722 ( ou le 8 février) à Lille avec Marie-Madeleine-Joseph de Surmont (1703-1724), fille de François, bourgeois de Lille, anobli par l'achat d'une charge de conseiller secrétaire du roi, et de Marie-Madeleine Van Thiennen. Il épouse ensuite Bonne-Aldegonde-Joseph de Haynin, 1704-1737) fille de Joseph et de Marie-Rose de la Porte, née en 1704, décédée le 8 mars 1737, s'étant remariée le 15 mars 1736 avec Nicolas-Joseph-Arnould Rasoir, seigneur de Croix.
En mai 1792, après le déclenchement de la Révolution française, les troupes coalisées contre la France envahissent la commune. et y restent jusqu'en octobre, jusqu'à leur échec lors du siège de Lille.
En 1793, une attaque nocturne menée par les Autrichiens contre le bataillon de Saône-et-Loire échoue après un combat sanglant.

### Héraldique
|  | Les armes de Cappelle-en-Pévèle se blasonnent ainsi :"Ecartelé d'or et de gueules." |

## Politique et administration

### Liste des maires

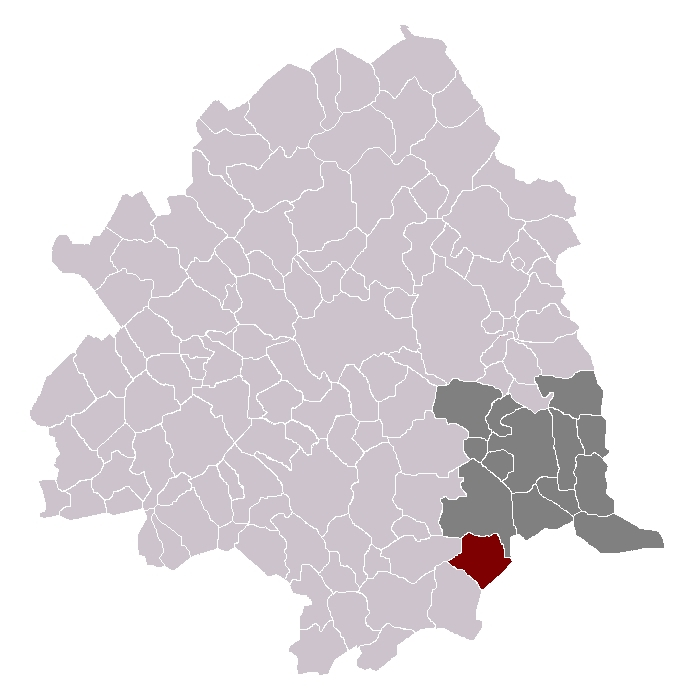
Cappelle-en-Pévèle dans son canton et son arrondissement

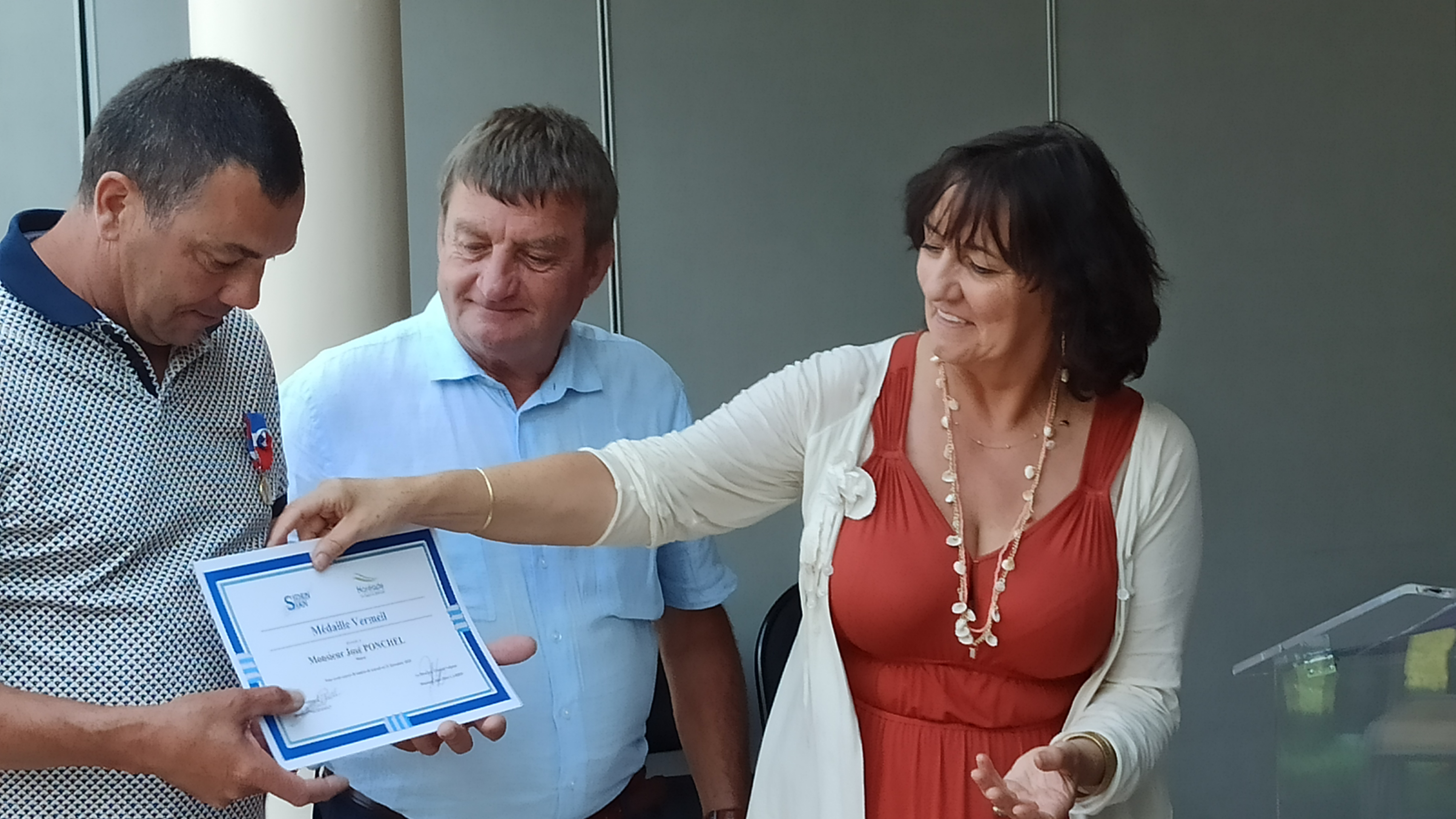
Le 8 juillet 2022, les vice-présidents du Syndicat interdépartemental des eaux du Nord de la France Bernard Chocraux, maire de Cappelle-en-Pévèle et Danielle Mametz maire de Boëseghem remettent une médaille du travail.

| Période                                  | Période   | Identité                                        | Étiquette | Qualité                                                            |
| ---------------------------------------- | --------- | ----------------------------------------------- | --------- | ------------------------------------------------------------------ |
| 4 février 1790                           |           | Pierre Joseph Duriez                            |           |                                                                    |
| 1793                                     | 1794      | Jean François Deregnaucourt                     |           |                                                                    |
| 1793                                     | 1799      | Pierre Joseph Petit                             |           |                                                                    |
| 1799                                     | 1801      | Louis Alexandre Poutrain                        |           |                                                                    |
| 1801                                     | 1816      | Jean-Baptiste Joseph Fourment                   |           |                                                                    |
| 1816                                     | 1821      | Jean Baptiste Desprez                           |           |                                                                    |
| 1821                                     | 1835      | Jean-Baptiste Joseph Fourment                   |           |                                                                    |
| 1835                                     | 1841      | Anselme Fichelle                                |           |                                                                    |
| 1841                                     | 1848      | Jean Baptiste Dufossez                          |           |                                                                    |
| 1848                                     | 1853      | Jules François Joseph Druon                     |           |                                                                    |
| 1853                                     | 1858      | Isidore Maigret                                 |           |                                                                    |
| 1858                                     | 1870      | Jules François Joseph Druon                     |           |                                                                    |
| 1870                                     | 1871      | Florimond Celestin Desprez                      |           |                                                                    |
| 1871                                     | 1871      | Jules François Joseph Druon                     |           |                                                                    |
| 1871                                     | 1872      | François Jean-Baptiste Aimé Poutrain            |           |                                                                    |
| 1872                                     | 1872      | Jean Baptiste Joseph Dufossez                   |           |                                                                    |
| 1873                                     | 1894      | François Jean-Baptiste Aimé Poutrain            |           |                                                                    |
| 1894                                     | 1900      | Constant Fretin                                 |           |                                                                    |
| 1900                                     |           | Dupont Alfred Jules Joseph Tiburce              |           |                                                                    |
| 1925                                     | 1944      | Victor Desprez-Potié                            | Rad.      | Député du Nord (1932-1936), conseiller général du nord (1934-1944) |
| 1945                                     | 1947      | Jules Faille                                    |           |                                                                    |
|                                          |           | Charles Dennetières                             |           |                                                                    |
| mars 1977                                | mars 2001 | Jean-Marie Briquet                              |           |                                                                    |
| mars 2001                                | En cours  | Bernard Chocraux Réélu pour le mandat 2020-2026 | DVG       | Enseignant Vice-président de la CC Pévèle Carembault               |
| Les données manquantes sont à compléter. |           |                                                 |           |                                                                    |

Source : Microfilms numérisés des registres paroissiaux et d'Etat civil de Cappelle en Pévèle.

### Instances judiciaires et administratives
La commune relève du tribunal d'instance de Lille, du tribunal de grande instance de Lille, de la cour d'appel de Douai, du tribunal pour enfants de Lille, du tribunal de commerce de Tourcoing, du tribunal administratif de Lille et de la cour administrative d'appel de Douai.

## Population et société

### Démographie

#### Évolution démographique
L'évolution du nombre d'habitants est connue à travers les recensements de la population effectués dans la commune depuis 1793. Pour les communes de moins de 10 000 habitants, une enquête de recensement portant sur toute la population est réalisée tous les cinq ans, les populations de référence des années intermédiaires étant quant à elles estimées par interpolation ou extrapolation. Pour la commune, le premier recensement exhaustif entrant dans le cadre du nouveau dispositif a été réalisé en 2006.

En 2022, la commune comptait 2 259 habitants, en évolution de +1,16 % par rapport à 2016 (Nord : +0,51 %, France hors Mayotte : +2,11 %).
| 1793  | 1800  | 1806  | 1821  | 1831  | 1836  | 1841  | 1846  | 1851  |
| ----- | ----- | ----- | ----- | ----- | ----- | ----- | ----- | ----- |
| 1 010 | 1 033 | 1 199 | 1 271 | 1 367 | 1 437 | 1 538 | 1 518 | 1 511 |

| 1856  | 1861  | 1866  | 1872  | 1876  | 1881  | 1886  | 1891  | 1896  |
| ----- | ----- | ----- | ----- | ----- | ----- | ----- | ----- | ----- |
| 1 412 | 1 421 | 1 408 | 1 272 | 1 308 | 1 313 | 1 328 | 1 272 | 1 245 |

| 1901  | 1906  | 1911  | 1921  | 1926  | 1931  | 1936  | 1946  | 1954  |
| ----- | ----- | ----- | ----- | ----- | ----- | ----- | ----- | ----- |
| 1 207 | 1 165 | 1 160 | 1 098 | 1 200 | 1 340 | 1 360 | 1 312 | 1 238 |

| 1962  | 1968  | 1975  | 1982  | 1990  | 1999  | 2006  | 2011  | 2016  |
| ----- | ----- | ----- | ----- | ----- | ----- | ----- | ----- | ----- |
| 1 290 | 1 361 | 1 600 | 1 823 | 1 725 | 1 959 | 1 891 | 2 209 | 2 233 |

| 2021  | 2022  | - | - | - | - | - | - | - |
| ----- | ----- | - | - | - | - | - | - | - |
| 2 262 | 2 259 | - | - | - | - | - | - | - |

#### Pyramide des âges
La population de la commune est relativement jeune.
En 2018, le taux de personnes d'un âge inférieur à 30 ans s'élève à 37,7 %, soit en dessous de la moyenne départementale (39,5 %). À l'inverse, le taux de personnes d'âge supérieur à 60 ans est de 19,0 % la même année, alors qu'il est de 22,5 % au niveau départemental.
En 2018, la commune comptait 1 134 hommes pour 1 100 femmes, soit un taux de 50,76 % d'hommes, largement supérieur au taux départemental (48,23 %).
Les pyramides des âges de la commune et du département s'établissent comme suit.
| Hommes | Classe d’âge | Femmes |
| ------ | ------------ | ------ |
| 0,2    | 90 ou +      | 0,5    |
| 3,5    | 75-89 ans    | 6,5    |
| 12,6   | 60-74 ans    | 14,9   |
| 20,7   | 45-59 ans    | 21,7   |
| 21,7   | 30-44 ans    | 22,4   |
| 17,5   | 15-29 ans    | 13,1   |
| 23,9   | 0-14 ans     | 20,9   |

| Hommes | Classe d’âge | Femmes |
| ------ | ------------ | ------ |
| 0,5    | 90 ou +      | 1,4    |
| 5,3    | 75-89 ans    | 8,1    |
| 14,8   | 60-74 ans    | 16,2   |
| 19,1   | 45-59 ans    | 18,4   |
| 19,5   | 30-44 ans    | 18,7   |
| 20,7   | 15-29 ans    | 19,1   |
| 20,2   | 0-14 ans     | 18     |

## Culture et patrimoine

### Lieux et monuments
- L'église Saint-Nicolas
- Le château du Béron (Photographie)

### Patrimoine et manifestations culturelles
- La fête du village annuelle le premier dimanche de juin :

Matin : braderie + stands et manifestations organisées par les différentes associations de la commune
Après-midi : défilé carnavalesque et folklorique et "Marche des Géants" + ducasse
- La fête du goût organisée tous les deux ans au Château du Béron rassemblant les commerçants de la commune et de la Pévèle qui, sous forme de stands, présentent leurs produits, avec des manifestations organisées par les associations de la commune et quelques attractions. La prochaine aura lieu normalement en septembre 2011[36].
- Le Paris - Roubaix, la mythique course cycliste emprunte le secteur pavé du Bar situé à la limite sud du village entre Cappelle-en-Pévèle et Bersée et qui appartient au long secteur pavé d'Auchy-lez-Orchies à Bersée
- L'opération "De Ferme en Ferme" organisé en fin de mois d'avril[37].
- Base de loisirs du Château du Béron, propriété de la CMCAS Nord-Pas-de-Calais, le comité d'entreprise d'EDF-GDF : piscine, terrain de football, de basket/handball, squash, et courts de tennis et possibilité de pratiquer la pêche grâce à la présence d'un étang via l'obtention d'une carte délivrée à la Mairie, et réservée aux Cappellois.
- Bibliothèque-médiathèque avec accès à internet.
- Ancienne école des filles réaménagée en logements sociaux (à côté de la bibliothèque-médiathèque).

## Économie

### Emploi et population active
Voir Emploi - Population Active de la commune sur le site de l'INSEE

### Formes et conditions d'emploi
Voir Formes et Conditions d'emploi de la commune sur le site de l'INSEE

### Diplômes et formation
Voir Diplômes - Formation de la commune sur le site de l'INSEE

### Commerces de proximité
- Fermes (vente de produits locaux)
- 4 cafés : Café de la Mairie, Café Sauvage, À l'AS de Trèfle, Le Relais du Pévèle (Café, Tabac, Presse)
- La Friterie Cappelloise
- Une boucherie
- Un coiffeur
- Institut et Spa M'Zen
- Un garage automobile Dhainaut
- L'agence immobilière du Pévèle
- Une boulangerie
- Une pizzeria ambulante

### Projet de Parc d'activités intercommunal
- Projet intercommunal de parc d'activités économiques à la Croisette (Templeuve) et au hameau des Sollières (Cappelle-en-Pévèle) d'une superficie de 9 hectares et qui accueillerait des PME et PMI dont 90 % des futures constructions concerne des entreprises de petite logistique (65 000 m²) et 10 % des bureaux (6 500 m²). À terme, trente entreprises devraient s'y installer, ce qui représenterait environ 400 salariés[38]

## Social

### Infrastructures scolaires
La commune dispose d'une école appelée "École Émilie Carles" regroupant une école maternelle et une école primaire dans un même établissement sur la place de la Mairie, de même qu'une garderie périscolaire mais aussi d'un collège au nom de Simone Veil.

### Infrastructures sportives
- Complexe sportif des Sollières, disponible depuis l'été 2007 et inauguré en septembre 2009 et siège du club de football de la commune, l'Entente Sportive Cappelle - Pont à Marcq.
- Salle de sport du collège.

### Famille et situation matrimoniale
Voir Famille - Situation matrimoniale de la commune sur le site de l'INSEE

## Associations

### Associations sportives
- L'Entente Sportive Cappelle - Pont à Marcq (Club de football) dont l'équipe fanion joue en 1re Division (4e niveau) dans le district Flandre de football.
- Les P'tits Pongistes (Club de tennis de table).
- Club de scrabble
- La Boule Cappelloise (Club de pétanque)
- Les Écuries de Cappelle (Club d'équitation)
- l'ASEC : Association de Soutien à l'Ecole Emilie Carles

## Personnalités liées à la commune
- Victor Desprez-Potié (1887-1954), député, né et mort dans la commune.

## Pour approfondir